# کودتای ۱۹۷۰ عمان
کودتای ۱۹۷۰ عمان، برکناری سلطان وقت عمان، سعید بن تیمور، توسط پسرش قابوس بن سعید در عمان در ۲۳ ژوئیه ۱۹۷۰ بود. در بحبوحه جنگ ظفار، کودتا در کاخ سلطنتی با حمایت بریتانیا اجرا شد و سعید بن تیمور، خلع و به بریتانیا تبعید شد. این کودتا، رخدادی مهم در تاریخ معاصر عمان بود زیرا قابوس، به سرعت، اصلاحات نوسازی گسترده و متعددی را در سلطنت به راه انداخت و عمان را از یک کشور توسعه‌نیافته به کشوری همتراز با بسیاری از کشورهای غربی از نظر ثبات سیاسی و توسعه اقتصادی تبدیل کرد. سلطان قابوس در زمان مرگش در ژانویه ۲۰۲۰، دارای طولانی‌ترین دوره حکمرانی در خاورمیانه بود.